# 喇嘛蝇子草
喇嘛蝇子草（学名：Silene lamarum）为石竹科蝇子草属的植物，是中国的特有植物。分布在中国大陆的四川、云南等地，生长于海拔2,900米至4,000米的地区，一般生于高山草地及灌丛中，目前尚未由人工引种栽培。